# Cyril Musil
Cyril Musil (26. listopadu 1907 Studnice (Nové Město na Moravě) – 17. dubna 1977 Collingwood) byl československý reprezentant v běhu na lyžích, odbojář za druhé světové války, vězeň komunistického režimu.

## Život
Cyril Musil se narodil v malé vesničce Studnice poblíž Nového Města na Moravě v rodině rolníka Cyrila Musila a jeho ženy Emilie rodem Čípkové.

## Sportovní kariéra
S lyžováním jej rodiče seznámili již ve třech letech, viděl dokonce na vlastní oči Bohumila Hanče, první lyže měl od novoměstských výrobců lyží Slonkových. Jeho závodní kariéra začala při vojenské službě v Jihlavě, kdy na sebe v roce 1928 upoutal pozornost svými výkony při závodech vojenských hlídek ve Štrbě. Stal se šestinásobným mistrem ČSR a šestinásobným mistrem Polska. Účastnil se mezinárodních závodů FIS, na Mistrovství světa v klasickém lyžování v Innsbrucku v roce 1933 se stal držitelem stříbrné medaile ze závodů štafet na 4 x 10 km. Vynikajícího výkonu dosáhl na ZOH 1936 v německém Ga-Pa, kde v běhu na 50 km obsadil 9. místo. Druhá světová válka přerušila veškerou mezinárodní sportovní činnost. Sportovní kariéru Cyril Musil zakončil na historickém závodě v běhu na lyžích v Banské Bystrici v roce 1946.

## Odboj, vězení, emigrace
Po rodičích zdědil statek ve Studnicích, který v roce 1936 vyhořel a Musil jej přestavěl na lyžařský penzion. Za druhé světové války se svou ženou Růženou aktivně zapojili do protinacistického odboje a jejich penzion se stal místem úkrytu odbojářů a členů paravýsadků – setkávali se zde představitelé odbojové organizace Rada tří, generál Vojtěch Luža, Karel Veselý-Štainer, Josef Grňa, podplukovník Josef Robotka, kapitán Rudolf Pernický. Dále plnil povinnosti spojky a podílel se aktivně i na jiných úkolech odboje.
Po únoru 1948 odmítl Cyril Musil spolupracovat se Státní bezpečností, 8. srpna 1949 byl zatčen, mučen a v prosinci 1949 v zinscenovaném procesu státním soudem v Brně odsouzen pro vyzvědačství a nedovolené ozbrojování k dvaceti letům vězení. Z věznice v Ilavě se mu 26. listopadu 1950 podařilo utéct a po nesmírných těžkostech tajně přešel hranice do Rakouska a přes Francii emigroval do Kanady. V Kanadě si vybudoval penzion a obchod s lyžemi a výstrojí. Zemřel za nevyjasněných okolností asi 100 km severozápadně od Toronta.